# Daniel Bucretius
Daniel Rindfleisch, auch Bucretius genannt (* 12. September 1562; † 26. Juni 1621 in Breslau), war Leibarzt des Breslauer Bischofs bzw. Erzherzogs Karl von Österreich und Dichter. Als Arzt veröffentlichte er einige Schriften.

## Leben
Daniel Rindfleisch entstammte dem weitverzweigten Breslauer Adelsgeschlecht Rindfleisch. Er war ein Sohn des Oberzolleinnehmers Andreas Rindfleisch, Herrn auf Klein-Rotschin, und der Ursula Genger, Tochter des Andreas Genger aus Nürnberg. Daniel besuchte das Breslauer Elisabeth-Gymnasium bevor er zum Jahr 1578 in Frankfurt an der Oder Theologie studierte. 1584 war er in Rostock immatrikuliert, entschied aber Medizin studieren zu wollen.
Er ließ den Breslauer Rat dies wissen und erhielt (unklar von wem) ein Stipendium und auch die Bewilligung des Breslauer Rates. Ostern 1588 ging er nach Helmstedt und am darauffolgenden 1. Juli immatrikulierte er sich. Er studierte nach zwei Jahren auch in Bologna und Padua, nebenbei auch Philosophie und Botanik. In Padua promovierte er im Jahr 1593 zum Doktor der Medizin. Im darauffolgenden Jahr heiratete er Emilia Lange aus dem pfälzischen Annaberg.
Er kehrte nach Breslau zurück und ersetzte Caspar Packisch als Physikus und erwarb sich einen hervorragenden Ruf. Sein guter Ruf bewirkte seine Anstellung beim Erzherzog Karl von Österreich als Leibarzt. Im Jahr 1603 wurde er zudem zum Breslauer Stadtarzt berufen. Als solcher gab er im Jahr 1607 eine „Pestordnung“ heraus.
Im Jahr 1613 wurde seine im Jahr 1574 geborene und mit knapp 40 Jahren verstorbene Ehefrau in Fraustadt begraben. Sie hatte ihm acht Kinder geboren. Daniel heiratete ein weiteres Mal und, zwar Eva Oder. Die zwei Söhne aus dieser Ehe Ernst und Andreas starben am 21. September 1633 in Breslau an der Pest. Die Tochter Ursula war ab 1626 mit dem Kaufmann und Breslauer Münzschreiber Tobias Sachs verheiratet, der 1645 in den erbländisch-österreichisch- und böhmischen Adelsstand erhoben wurde. Gemeinsam wurden sie Eltern des Philipp Jakob Sachs von Löwenheim, der in die medizinische Tradition des Großenvaters trat und ebenfalls Breslauer Stadtphysikus wurde.
Wegen der damals üblichen Latinisierung und Gräzisierung hatte er sich während des Studiums den Namen Bucretius (vgl. lat. bucerus: „mit Rinderhörnern, gehörnt“; gr. kérato: „Horn“) angeeignet.
Daniel war ein angesehener, den Calvinisten nahestehender Gelehrter, auch seine „Epigramme, Elegien und Carmina“ wurden geschätzt. Er selbst schätzte seinen großen, ihn oft in seinem Haus in der Albrechtsgasse umgebenden Freundeskreis und seine Brieffreundschaften. Er förderte Studierende, beispielsweise den späteren kaiserlichen Rat Nicolaus Henel von Hennenfeld. Der junge Martin Opitz war der Hauslehrer von Bucretius Kindern.

## Schriften (Auswahl)
- De Tempera Mentis Themata. Helmstedt 1589. (Online)
- Tabulae Anatomicae (deutsch: Anatomische Tafeln). Frankfurt am Main 1632 (latein) und 1656 (deutsch). (Online: 1632, 1656)
- Disputatio de Somno naturali et Praeter Naturali. Helmstedt 1590. (Online)